# Tereske
Tereske là một thị trấn thuộc hạt Nógrád, Hungary. Thị trấn này có diện tích 17,03 km², dân số năm 2010 là 729 người, mật độ 43 người/km².